# Kim Hirschovits
Kim Hirschovits, född 9 maj 1982 i Helsingfors, är en finländsk professionell ishockeyspelare, som spelar i Esbo Blues i FM-ligan.
Säsongen 2010–11 spelade Hirschovits för Timrå IK i Elitserien.
Den 31 januari 2013 skrev han på ett ettårskontrakt med KHL–klubben HK Dinamo Minsk (säsongen 2012-13). 
2002 valdes han av New York Rangers som 194:e spelare totalt i NHL-draften.

## Klubbar
- HIFK 1999–2006, 2008–2010, 2011–12
- Jokerit 2006–2008
- Timrå IK 2010–11
- Torpedo Nizjnij Novgorod 2011–12
- Luleå HF 2012–13
- HK Dinamo Minsk 2013
- Esbo Blues 2013–